# 南普利茅斯 (紐約州)
南普利茅斯（英語：South Plymouth）是位於美國紐約州希南戈縣的非建制地區。

## 歷史
南普利茅斯的郵局自1848年營運至今。

## 地理
南普利茅斯所處的海拔為高於海平面347米（即1138英呎），而該地所採用的時區為UTC-5，即北美东部时区（EST）。同時該地設有夏令時間，為UTC-5調快一小時，即UTC-4（EDT）。